# Чивітелла-ді-Романья
Чивітелла-ді-Романья (італ. Civitella di Romagna) — муніципалітет в Італії, у регіоні Емілія-Романья, провінція Форлі-Чезена.
Чивітелла-ді-Романья розташована на відстані близько 240 км на північ від Рима, 75 км на південний схід від Болоньї, 28 км на південь від Форлі.
Населення — 3796 осіб (2014).

## Демографія
Населення за роками:

Станом на 1 січня 2023 року в муніципалітеті офіційно проживало 535 іноземців з 34 країн, серед них 86 громадян країн Євросоюзу та 7 громадян України.

## Сусідні муніципалітети
- Чезена
- Галеата
- Мельдола
- Предаппіо
- Санта-Софія
- Сарсіна